# Ophiarthrum lymani
Ophiarthrum lymani är en ormstjärneart som beskrevs av de Loriol 1893. Ophiarthrum lymani ingår i släktet Ophiarthrum och familjen Ophiocomidae. Inga underarter finns listade i Catalogue of Life.